# コンチネンタル・コネクション
コンチネンタル・コネクション（Continental Connection）とは、コンチネンタル航空（現・ユナイテッド航空）のために4つの地域航空会社が運航していた名称である。これらに参加している航空会社は、コンチネンタル航空の便名でコンチネンタル航空のハブ空港と地方空港の間の路線を小型ジェット機などで運航していた。ユナイテッド航空との合併により2011年11月30日に、ユナイテッド・エクスプレスに統合された。

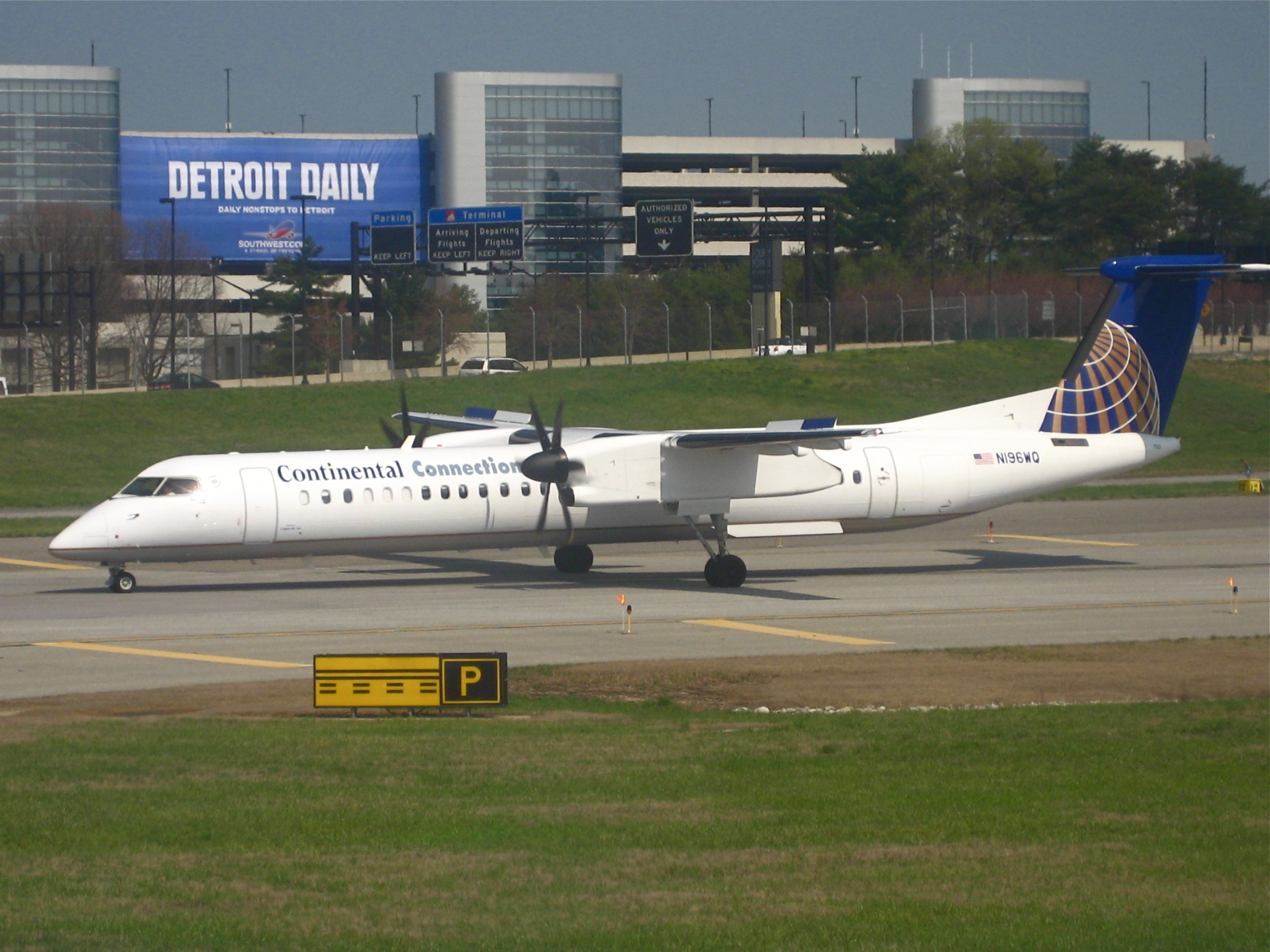
ボンバルディアDHC-8-Q400

## 参加航空会社
- ケープエアー
- コルガン・エア
- CommutAir
- ガルフストリーム航空

## 便名の割り当て
コンチネンタル・コネクションの便は、全便コンチネンタル航空の便名で運航された。